# Glomera neohibernica
Glomera neohibernica är en orkidéart som beskrevs av Rudolf Schlechter. Glomera neohibernica ingår i släktet Glomera och familjen orkidéer. Inga underarter finns listade i Catalogue of Life.